# SIPRNet
SIPRNet(Secret Internet Protocol Router Network, 시프르넷)은 보안 인터넷 프로토콜 라우터망으로 미국 국방부와 국무부가 공유하는 보안전산망으로 말한다. 비보안 네트워크로 NIPRNet이 있다.

## 같이 보기
- NIPRNet
- 인텔리피디아